# Triển lãm Ô tô Quốc tế New York
Triển lãm Ô tô Quốc tế New York là triển lãm ô tô thường niên được tổ chức tại trung tâm Javits, Manhattan vào cuối tháng Ba hoặc đầu tháng Tư, khoảng thời gian Lễ Phục Sinh. Triển lãm Ô tô Quốc tế New York tổ chức lần đầu tiên năm 1900 và là triển lãm ô tô đầu tiên ở Bắc Mỹ.